# Guillaume Levarlet
Guillaume Levarlet (Beauvais, Oise, 25 de juliol de 1985) és un ciclista francès, professional des del 2007. Actualment corre a l'equip Wanty-Groupe Gobert.
Al 2013 va patir un accident de cotxe en què va morir Arnaud Coyot. En el vehicle també hi viatjava Sébastien Minard. Levarlet, que era qui conduïa, va ser posteriorment condemnat a un any de presó suspesa i se li va retirar el carnet de conduir.

## Palmarès
- 2005
  - Vencedor d'una etapa al Circuit del Mené
- 2006
  - 1r a la Côte picarde
- 2007
  - 1r al Tour del Jura
- 2010
  - Vencedor d'una etapa al Tour del Gavaudan Llenguadoc-Rosselló
- 2011
  - 1r al Tour del Gavaudan Llenguadoc-Rosselló i vencedor de 2 etapes

### Resultats al Tour de França
- 2012. 75è de la classificació general
- 2013. 61è de la classificació general

### Resultats al Giro d'Itàlia
- 2008. 113è de la classificació general

### Resultats a la Volta a Espanya
- 2014. 49è de la classificació general